# Lycomorphodes fumata
Lycomorphodes fumata är en fjärilsart som beskrevs av Moeschler 1890. Lycomorphodes fumata ingår i släktet Lycomorphodes och familjen björnspinnare. Inga underarter finns listade i Catalogue of Life.